# Lucerna sierpowata
Lucerna sierpowata, dzięcielina (Medicago falcata L.) – gatunek rośliny z rodziny bobowatych. Rodzime obszary jego występowania to Afryka Północna, znaczna część Azji i cała niemal Europa, ale rozprzestrzenił się także na innych obszarach Azji, w Afryce Południowej, Australii, Ameryce Północnej i Południowej. W Polsce jest bardzo pospolity.

## Systematyka
Gatunek ma wiele synonimów nazwy naukowej: Medicago borealis Grossh., Medicago difalcata Sinskaya, Medicago falcata L., Medicago falcata subsp. glandulosa (W. D. J. Koch) Greuter & Burdet (= Medicago sativa subsp. falcata var. viscosa), Medicago falcata var. glandulosa W. D. J. Koch (= Medicago sativa subsp. falcata var. viscosa), Medicago falcata var. romanica (Prodán) O. Schwarz & Klink., Medicago glandulosa Davidov (= Medicago sativa subsp. falcata var. viscosa), Medicago procumbens var. viscosa Rchb. (≡ Medicago sativa subsp. falcata var. viscosa), Medicago quasifalcata Sinskaya, Medicago romanica Prodán, Medicago sativa f. viscosa (Rchb.) Urb. [≡ Medicago sativa subsp. falcata var. viscosa), Medicago sativa subsp. viscosa (Rchb.) C. R. Gunn (≡ Medicago sativa subsp. falcata var. viscosa), Medicago tenderiensis Opperman ex Klokov.

## Morfologia

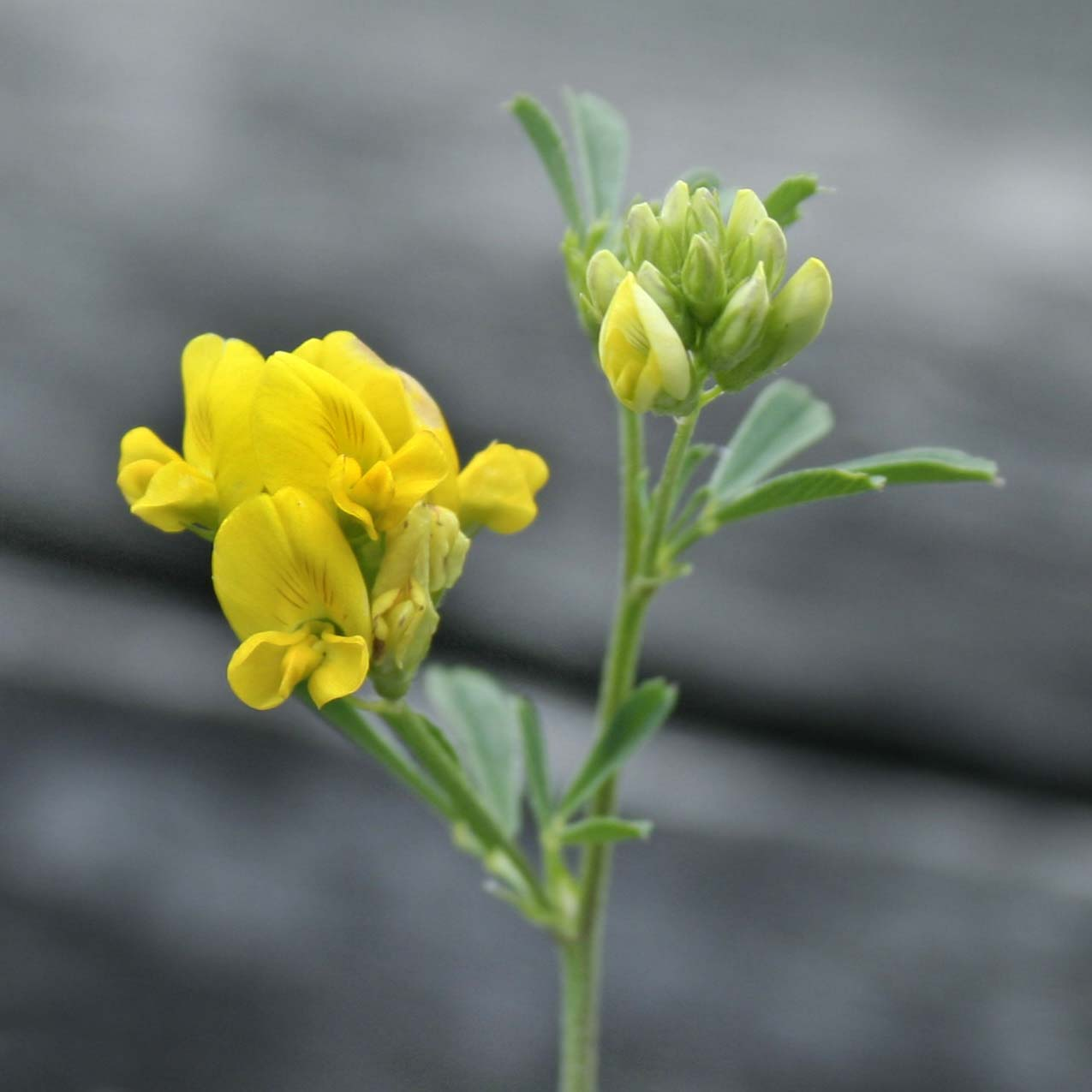
Kwiatostan

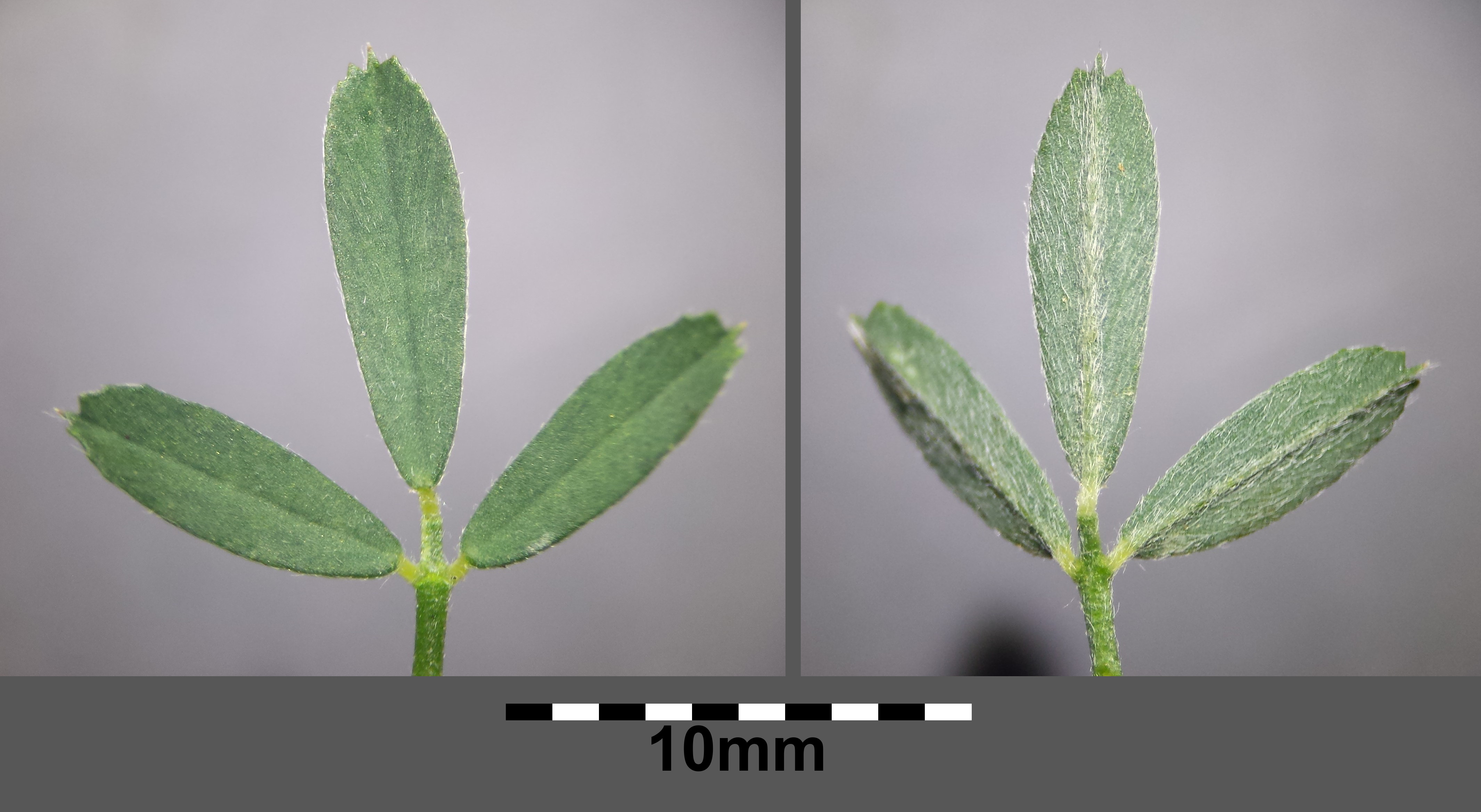
Liść

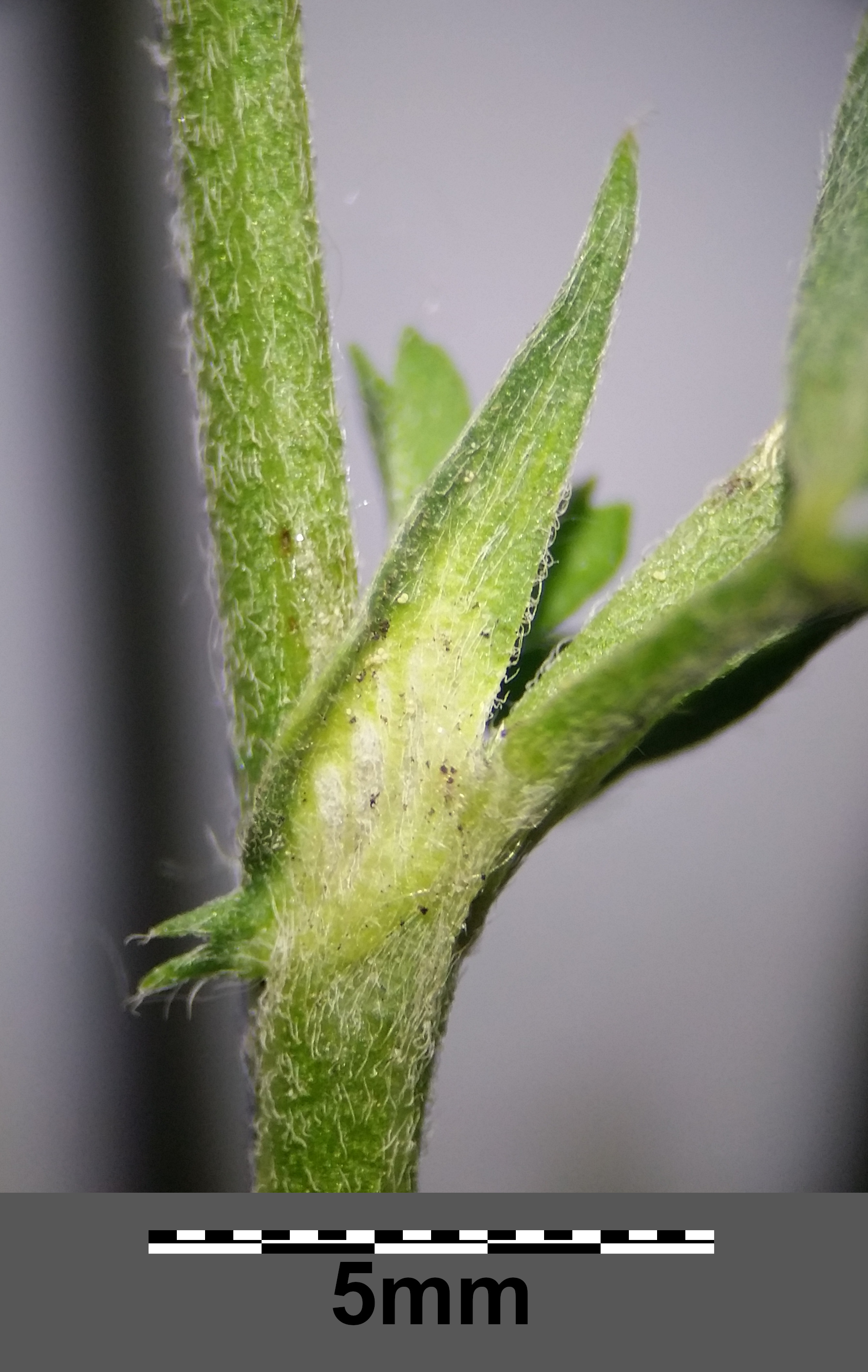
Przylistek

ŁodygaSilnie rozgałęziona, osiąga długość 40–60 cm. Pędy płożące się lub stojące, owłosione.
KorzeńPalowy, długi i rozgałęziony.
LiścieZłożone, 3-listkowe. Listki odwrotnie jajowate, lekko omszone, na szczycie delikatnie ząbkowane.
KwiatyCytrynowożółte, zebrane po 20–30 w gęsty groniasty kwiatostan o średnicy ok. 1,5–2 cm. Działki kielicha szydlaste.
OwoceStrąk, sierpowato wygięty. Nasiona ciemnobrunatne, owalne.

## Biologia i ekologia
Roślina jednoroczna, czasami zimująca, hemikryptofit. Siedlisko: widne zarośla, słoneczne wzgórza, przydroża, suche łąki. W górach występuje po regiel dolny. Roślina wapieniolubna. W uprawach rolnych jest chwastem. W klasyfikacji zbiorowisk roślinnych gatunek charakterystyczny dla związku (All.) Geranion sanguinei. Kwitnie od maja do września.

## Zastosowanie
Rzadziej uprawiany gatunek lucerny, ze względu na stosunkowo powolny wzrost i małą plenność. Ma pewne znaczenie w rejonach o słabszych glebach i gorszych warunkach klimatycznych, gdzie inne gatunki nie nadają się do uprawy.